# Vai Me Perdoando
"Vai Me Perdoando" é uma canção da dupla Victor & Leo, incluída no álbum Irmãos. Lançada como terceiro single do álbum, a canção estreou nas rádios de todo Brasil no dia 7 de março de 2016 e digitalmente no dia 18 de março.

o single contém duas versões, uma em que a dupla canta solo, e a outra tem a participação de Victor Freitas & Felipe.

## Composição
A canção foi escrita por Paulinha Gonçalves, e fala sobre o fim de uma relação onde alguém saiu machucado. "Vai me perdoando/ Esse meu jeito estranho/ Eu sei que fez você sofrer/ Tudo era mentira/ E você quis pagar pra ver/ Sei que é a hora/ Hora de dizer adeus", são trechos da música.

## Lista de faixas
| Download digital no iTunes |                    |         |  |
| N.º                        | Título             | Duração |  |
| 1.                         | "Vai Me Perdoando" | 3:48    |  |

## Desempenho nas tabelas musicais
| Tabela musical (2016)                                         | Melhor posição |
| ------------------------------------------------------------- | -------------- |
| Brasil - Billboard Brasil Hot 100 Airplay                     | 1              |
| Brasil - Billboard Brasil Regional Grande São Paulo Hot Songs | 1              |
| Brasil - Billboard Brasil Regional Campinas Hot Songs         | 1              |
| Brasil - Billboard Brasil Regional Ribeirão Preto Hot Songs   | 1              |
| Brasil - Billboard Brasil Regional Curitiba Hot Songs         | 1              |
| Brasil - Billboard Brasil Regional Porto Alegre Hot Songs     | 1              |

### Tabelas de fim-de-ano
| Tabela musical (2016)              | Melhor posição |
| ---------------------------------- | -------------- |
| Brasil (Billboard Hot 100 Airplay) | 6              |